# اقلیم مدیترانه‌ای

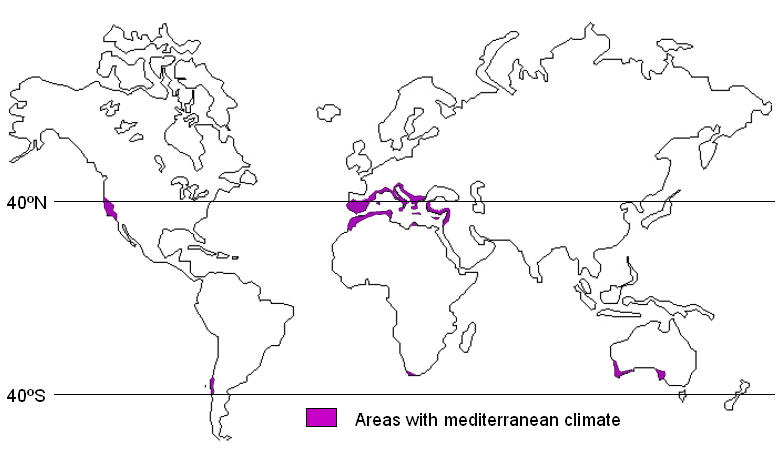
مناطق با اقلیم مدیترانه‌ای

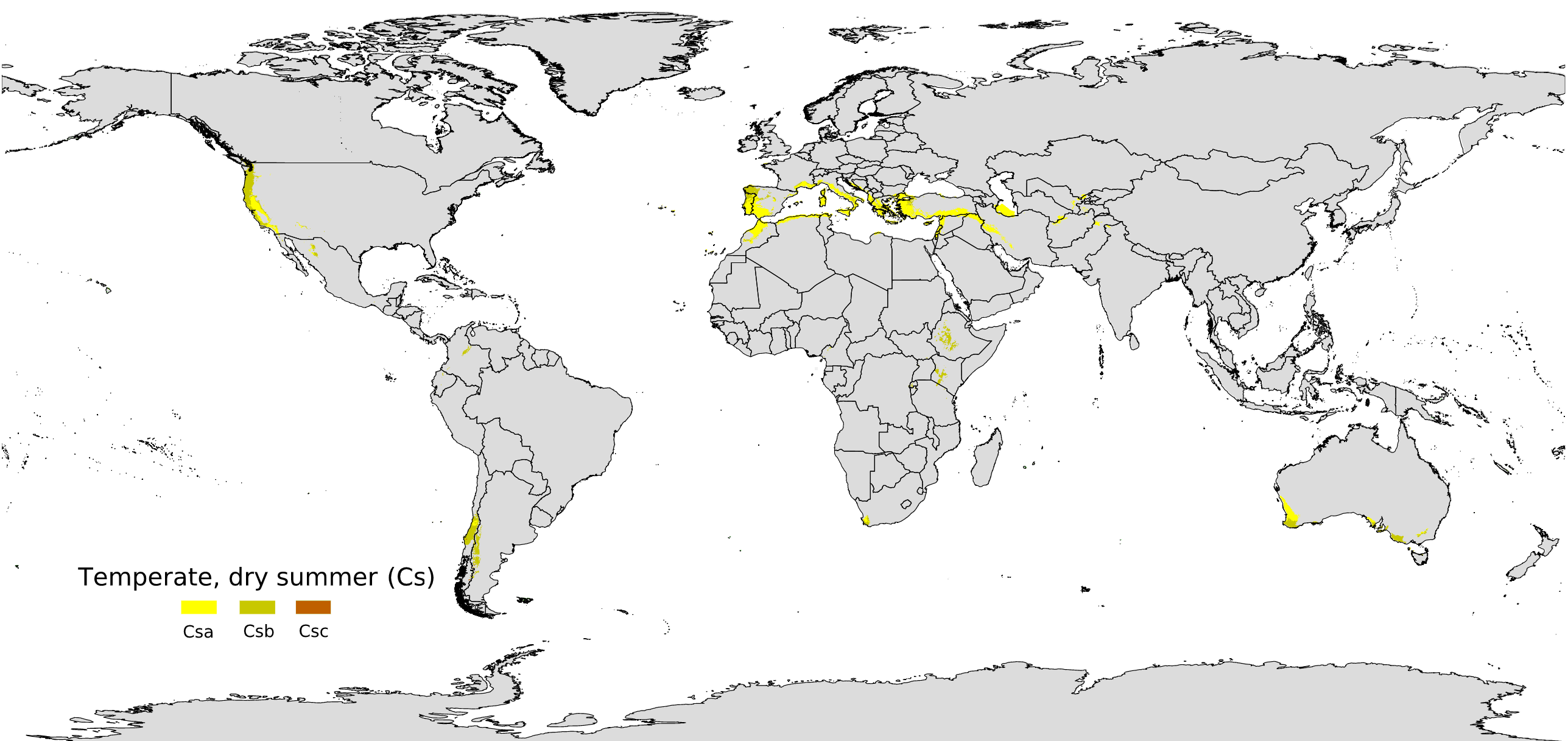
مناطق با آب و هوای مدیترانه ای
اقلیم مدیترانه‌ای با تابستان‌های داغ
اقلیم مدیترانه‌ای با تابستان‌های گرم
اقلیم مدیترانه‌ای با تابستان‌های سرد

اقلیم مدیترانه‌ای از ویژگی‌های اقلیمی سرزمین‌های حوضه مدیترانه و گونه‌ای از اقلیم مناطق نیمه‌گرمسیری است. سرزمین‌های اطراف دریای مدیترانه بزرگ‌ترین منطقه‌ای است که این اقلیم در آن یافت می‌شود، ولی در بخش‌هایی از کالیفرنیای ایالات متحده، در بخش‌هایی از استرالیای غربی و جنوبی، جنوب غربی آفریقای جنوبی، آسیای میانه و بخش‌هایی از غرب و شمال ایران و مرکز شیلی نیز وجود دارد.

## ایران
در ایران شهرهای شیراز در جنوب، کرمانشاه در غرب، سنندج در غرب، مریوان در غرب، بانه در غرب، خرم‌آباد در غرب، ایلام در غرب، یاسوج در جنوب غرب و ایذه در جنوب غرب براساس طبقه‌بندی کوپن جزو مناطق مدیترانه‌ای محسوب می‌شوند.

## طبقه‌بندی اقلیمی کوپن
در سامانه طبقه‌بندی اقلیمی کوپن اقلیم‌های نیمه‌گرمسیری با تابستان خشک که با نمادهای Csa و Csb طبقه‌بندی می‌شوند اغلب به عنوان اقلیم مدیترانه‌ای شناخته می‌شوند. در سیستم کوپن-گایگر مناطق گروه C (اقلیم معتدل) دارای دمای میانگین بالای ۱۰ درجهٔ سانتیگراد در گرمترین ماه و دمای میانگین ۱۸ تا منفی ۳ درجهٔ سانتیگراد (طبق برخی معیارها صفر تا ۲۰ درجهٔ سانتیگراد) در سردترین ماه هستند. حرف دومی که به حرف C افزوده می‌شود نشانگر الگوی بارش است. حرف s نشان دهندهٔ تابستان خشک است. طبق معیار کوپن ماه خشک به ماهی می‌گویند که کمتر از یک سوم بارش مرطوب‌ترین ماه زمستان و کمتر از ۳۰ میلیمتر بارش داشته باشد. بعضی از اقلیم شناسان سطح ۴۰ میلیمتر را به کار می‌برند. حرف سوم نشانگر درجهٔ گرمای تابستان است. حرف a نشان می‌دهد که دمای چهار ماه از سال دارای میانگین بالای ۱۰ درجه سانتیگراد می‌باشد. حرف b نشان می‌دهد که دمای میانگین در گرمترین ماه زیر ۲۲ درجهٔ سانتیگراد است و دست کم میانگین دمای دو ماه از سال بالای ۱۰ درجهٔ سانتیگراد است.
در بازبینی‌ای که تروارثا در طبقه‌بندی اقلیمی کوپن نمود، دو تغییر در اقلیم Cs انجام داد. در سیستم تروارثا دست کم ۸ ماه از سال باید دارای میانگین دمای دست کم ۱۰ درجهٔ سانتیگراد باشد و میانگین بارش سالانهٔ آن نباید از ۹۰۰ میلیمتر بیشتر باشد؛ بنابراین در این سیستم بسیاری از مناطق Csb در ردیف اقلیم اقیانوسی DO جای می‌گیرند. معیار ۹۰۰ میلیمتر تروارثا معمولاً برخی مناطق را که دارای اقلیم مدیترانه‌ای کلاسیک هستند را از گروه مدیترانه‌ای جدا می‌کند که از جمله می‌توان شهر ناپل را نام برد.

## دما

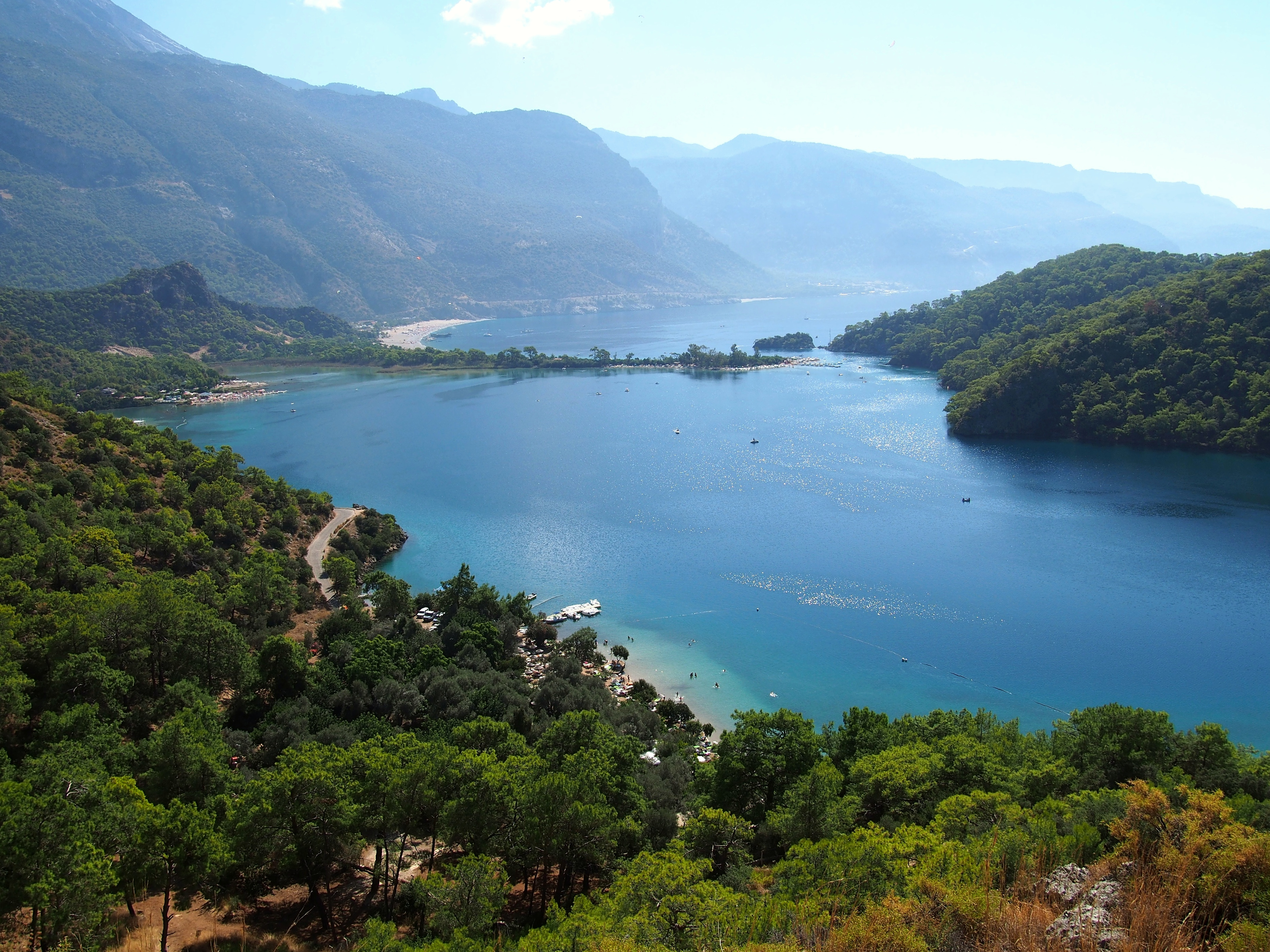
مرداب آبی، اولودنیز، ترکیه

بیشتر مناطق اقلیم مدیترانه دارای زمستانهای نسبتاً ملایم و تابستان‌های خیلی گرم هستند، ولی دمای هوا در زمستان و تابستان می‌تواند در مناطق گوناگون اقلیم مدیترانه‌ای بسیار متفاوت باشد؛ مثلاً لیسبون در زمستان دارای دمای بسیار ملایم و برف و یخبندان غیرقابل توجه است، در حالی که مادرید دارای زمستان‌های سردتر با یخبندان و بارش برف سالانه می‌باشد. آتن در تابستان دارای دمای نسبتاً بالا است (۴۸ درجهٔ سانتیگراد)، برعکس، سانفرانسیسکو دارای تابستان‌های ملایم بود و خیزش آب‌های زیر سطحی سرد اقیانوس در حاشیهٔ ساحل ایجاد مه تابستانی می‌کند که این مه پیشروی چندانی در خشکی ندارد.
از آن جایی که مناطق با اقلیم مدیترانه‌ای در نزدیک حجم بسیار بزرگی از آب قرار دارند، دمای آنها معمولاً معتدل است و دارای اختلاف نسبتاً کمی بین کمینه دمای زمستان و بیشینهٔ دمای تابستان وجود دارد. دمای زمستان فقط گاهی به زیر نقطهٔ انجماد می‌رسد و معمولاً بارش برف در آن به ندرت روی می‌دهد. دمای تابستان از ملایم به خیلی داغ متغیر است که بستگی به فاصلهٔ آن از آب، ارتفاع از سطح دریا و عرض جغرافیایی دارد. حتی در گرمترین مکان‌های اقلیم مدیترانه‌ای به بالاترین دمای منطقهٔ بیابانی مجاور آن نمی‌رسد، زیرا حجم بسیار بزرگی از آب در کنار آن مانع این امر می‌شود، گر چه با دمای نیرومندی که از درون مناطق بیابانی می‌وزد می‌تواند گاهی دما را افزایش داده و به سرعت خطر آتش‌سوزی جنگل را افزایش دهد.
مانند دیگر مناطق، مکان‌های مرتفع مدیترانه‌ای نسبت به مکان‌های کم ارتفاع دارای دمای خنک‌تری در زمستان هستند که این عامل می‌تواند از رشد گیاهان ویژهٔ مناطق مدیترانه‌ای جلوگیری کند. برخی از اقلیم شناسان اسپانیایی اصطلاح اقلیم مدیترانه‌ای قاره‌ای را برای برخی مناطق با دمای پایین‌تر از دمای مناطق ساحلی در زمستان به کار می‌برند، ولی در بیشتر طبقه‌بندی‌ها از جمله کوپن هیچ نمایزی نشان داده نمی‌شود.

## پوشش طبیعی گیاهی
پوشش گیاهی بومی اقلیم مدیترانه‌ای به گونه‌ای است که با خشکسالی تابستان داغ و طولانی و رطوبت طولانی زمستان سازگاری دارد. چند نمونه از پوشش گیاهی مدیترانه‌ای:
- درختان همیشه سبز: کاج، سرو، بلوط
- درختان خزان پذیر: چنار خوشه‌ای، شاه‌بلوط آمریکایی، بلوط
- درختان میوه: زیتون، انجیر، لیمو، گردو، انگور
- درختچه‌ها: برگ بو، خلنگ، بانکسیا، چمیز، درمنه آمریکایی
- بوته‌ها: نعناعیان، درمنه‌ها
- علف‌ها: چمنزارها، علف‌های خوشه‌ای، واش سرخ، جگن، سازوئیان
- گیاهان دارویی: رومارن معطر، آویشن، لاواندولا